# پرویز ربیعی
پرویز ربیعی (۲۵ شهریور ۱۳۱۸ – ۵ اسفند ۱۴۰۲) دوبلور ایرانی در نقش‌های مکمل بود.
وی در ۵ اسفند ۱۴۰۲ بر اثر سکته قلبی در خانهٔ خود درگذشت. مراسم خاکسپاری پرویز ربیعی در ۷ اسفند در قطعهٔ هنرمندان بهشت زهرا برگزار شد.

## رادیو
وی از سال ۱۳۶۸ گویندهٔ رادیو بود و در برنامهٔ صبح جمعه با شما نیز شرکت داشت.

## صداپیشه
- ادوارد هاردویک در ماجراهای شرلوک هولمز (دکتر واتسون)
- شکارچی باسکرویل
- نشان چهارم
- راز دره بوسکوم
- مرد ریاکار
- موکل برجسته و …
- مظنون (۲۰۱۶–۲۰۱۱)
- بیگویگ (انیمیشن تپهٔ خرگوش‌ها)
- کلود رینز (کازابلانکا)[۶]
- جرج سی. اسکات (بیلیاردباز)
- رابرت دووال (پدرخوانده، پدر خوانده ۲، شبکه، دشت باز، اینک آخرالزمان/دوبلهٔ دوم)
- دیوید چیانگ (فیلم مبارزی از شان تونگس محصول ۱۹۷۲)
- کریستوفر لی (مردی با طپانچهٔ طلایی)
- چن کوان-تای (فیلم ۷ مرد ارتشی محصول ۱۹۷۶)
- والتر هیوستن (و سپس هیچ‌کس نبود، ساختهٔ رنه کلر)
- فردریک فورست (اینک آخرالزمان/دوبلهٔ اول)
- استیو مک‌کوئین (دزدی سنت لویی)
- پارش راوال (جگر)
- انوپم کهیر (برادر بی نظیر، ترس، ما، معجزه احساس، داماد عاشق عروس را می‌برد و چند فیلم دیگر)
- شاکتی کاپور (پیوند، پرطاقت، ده بالاتر از نه)
- آمریش پوری (سرنوشت)
- اشوتوش رانا (بادل، مطرود)
- شخصیت پت پستچی (انیمیشن پت پستچی)
- پریم چوپرا (مرد سه چهره، کرانتی، پسر شایسته، مجبور، آزمایش، جوانمرد)
- راکموند دانبار (فرار از زندان)
- ایلای والاک (هفت دلاور)
- دنیس هاپر (دوست آمریکایی)
- جک هاوکینز (پل رود کووای)
- نایجل داونپورت (مردی برای تمام فصول)
- هوانگ جانگ-لی (بازی مرگ ۲ در نقش چین در دوبلاژ سیما)
- استلان اسکاشگورد (رونین)
- چاز پالمینتری (مظنونین همیشگی)
- والتر ماتائو (سراب)
- هاردی کروگر (بری لیندون)
- جیمز وودز (نیکسون)
- برنار بلیه (بی نوایان)
- شخصیت‌های بلندبالا و کلانتر (بوچ کسیدی و ساندنس کید)
- شخصیت کائوچیو (جنگجویان کوهستان)
- نایجل هاثورن (بله آقای وزیر، بله آقای نخست‌وزیر)
- آقای نجار (وروجک و آقای نجار)
- پدر پسر شجاع[۷]
- ژاور (کارتون بینوایان)
- رامکال[۸]
- آلن ریکمن هری پاتر و سنگ جادو (سوروس اسنیپ)
- آلن ریکمن هری پاتر و شاهزاده دورگه (سوروس اسنیپ)
- آلن ریکمن هری پاتر و تالار اسرار (سوروس اسنیپ)
- آلن ریکمن هری پاتر و زندانی آزکابان (سوروس اسنیپ)
- آلن ریکمن هری پاتر و جام آتش (سوروس اسنیپ)
- آلن ریکمن هری پاتر و محفل ققنوس (سوروس اسنیپ، در محفل ققنوس عضو بود)
- آلن ریکمن هری پاتر و یادگاران مرگ بخش اول (سوروس اسنیپ)
- آلن ریکمن هری پاتر و یادگاران مرگ بخش دوم (سوروس اسنیپ)
- راوی فیلم همشهری کین (محصول ۱۹۴۱)
- مایک نویک (سریال ۲۴)
- داستان زندگی
- چاز پالمینتری  (داستانی از برانکس)  [۹]

## گوینده بازی
ربیعی، گویندهٔ بازی‌هایی مانند قلعهٔ ۳، F.R.A.R و Commandos: Strike Force نیز بود.